# Hassane Fofana
Hassane Fofana (Gavardo, 28 aprile 1992) è un ostacolista italiano, vincitore di 5 titoli italiani assoluti tra 60 m hs indoor (2) e 110 m hs outdoor (3); in carriera ha vinto anche 5 titoli nazionali giovanili tra individuali (3) e di staffetta (2).

## Biografia
È nato a Gavardo, in provincia di Brescia, da genitori originari della Costa d'Avorio e vive a Cavenago di Brianza.
Si è avvicinato per caso all'atletica iniziando a praticarla su consiglio di un vicino di casa.
Dal 2004 al 2008 gareggia per la Libertas Atletica Villanuova '70, poi nel 2009 passa all'Atletica Bergamo 1959.
Nel 2012 è entrato a far parte del Gruppo Sportivo Fiamme Oro.
Nel 2007 disputa ai campionati italiani cadetti concludendo quarto nella finale 2 dei 300 m hs e nel 2008 arriva primo, sempre nella finale 2, sui 110 m hs ai nazionali allievi.
Il 2009 è l'anno delle prime medaglie ai campionati italiani ed anche il primo titolo nazionale giovanile: doppia medaglia di bronzo (60 m hs e 4x200 m) agli italiani allievi indoor, oro con la 4x100 m ed argento sui 110 m hs ai campionati di categoria all'aperto.
Un argento ed un bronzo agli italiani juniores del 2010: argento con la 4x200 m e sesto sui 60 m hs agli indoor di categoria, bronzo nei 110 m hs e sesto posto con la 4x100 m ai campionati juniores all'aperto.
Nel 2011 vince il titolo italiano juniores sui 110 m hs (si ritira nella finale della 4x100 m); due volte vicecampione nazionale di categoria al coperto sia sui 60 m hs che nella 4x200 m.
Esordisce ai campionati italiani assoluti di Torino concludendo in settima posizione sui 110 m hs.
Tre medaglie vinte, ciascuna di un metallo diverso, ai campionati italiani del 2012: ai nazionali congiunti assoluti e promesse termina ottavo tra gli assoluti e vince il bronzo tra le promesse. Agli italiani promesse vince la medaglia d'oro con la 4x100 m e quella d'argento sui 110 m hs. Infine agli assoluti di Bressanone termina quarto sui 110 m hs.
Tripletta di titoli italiani nel 2013: oro promesse sui 60 m hs indoor (quinto tra gli assoluti), doppietta sui 110 m hs con vittoria sia tra le promesse che agli assoluti di Milano, primo titolo assoluto per lui.
Sempre nel 2013 fa il suo esordio sia in una rassegna internazionale giovanile (agli Europei under 23 in Finlandia a Tampere dove non riesce ad andare oltre la batteria) che nella Nazionale seniores (al DécaNation di Valence in Francia concludendo al sesto posto sui 110 m hs).
Poker di medaglie ai campionati italiani nel 2014 con due d'oro ed altrettante d'argento: oro sui 60 m hs promesse indoor ed argento agli assoluti al coperto; argento sui 110 m hs promesse ed oro agli assoluti di Rovereto.
In ambito internazionale gareggia in tre rassegne sui 110 m hs: ai Giochi del Mediterraneo under 23 di Aubagne in Francia (4º), agli Europei a squadre di Braunschweig in Germania (9º) e agli Europei di Zurigo in Svizzera (fuori in batteria).
Doppietta di titoli italiani assoluti, indoor ed outdoor, nel 2015.
Nel corso del 2015 partecipa ad altre tre manifestazioni internazionali: Europei indoor in Repubblica Ceca a Praga (esce in batteria), Europei a squadre a Čeboksary in Russia (5º) e DécaNation in Francia a Parigi (4º).
Nel 2016 termina in quarta posizione agli assoluti indoor di Ancona.

## Progressione

### 60 metri ostacoli indoor
| Stagione | Tempo | Luogo       | Data      | Rank. Mond. |
| -------- | ----- | ----------- | --------- | ----------- |
| 2015/16  | 7"80  | Ancona      | 5-3-2016  |             |
| 2014/15  | 7"75  | Praga       | 6-3-2015  |             |
| 2013/14  | 7"87  | Ancona      | 9-2-2014  |             |
| 2012/13  | 7"94  | Magglingen  | 2-2-2013  |             |
| 2011/12  | 7"97  | Magglingen  | 4-2-2012  |             |
| 2010/11  | 7"98  | Amburgo     | 5-3-2011  |             |
| 2009/10  | 8"14  | Modena      | 21-2-2010 |             |
| 2008/09  | 8"17  | Ancona      | 14-2-2009 |             |
| 2007/08  | 8"92  | Castenedolo | 20-1-2008 |             |
| 2006/07  | 9"20  | Padova      | 18-2-2007 |             |

### 110 metri ostacoli
| Stagione | Tempo | Luogo            | Data      | Rank. Mond. |
| -------- | ----- | ---------------- | --------- | ----------- |
| 2023     | 13"43 | Turku            | 13-6-2023 |             |
| 2022     | 13"45 | Rieti            | 25-6-2022 |             |
| 2021     | 13"42 | Rovereto         | 26-6-2021 |             |
| 2020     | 13"74 | Savona           | 16-7-2020 |             |
| 2019     | 13"44 | Turku            | 11-6-2019 |             |
| 2018     | 13"57 | Ginevra          | 9-6-2018  |             |
| 2017     | 13"58 | Loughborough     | 23-7-2017 |             |
| 2016     | 13"52 | Amsterdam        | 9-7-2016  |             |
| 2015     | 13"59 | Torino           | 25-7-2015 |             |
| 2014     | 13"55 | Zurigo           | 13-8-2014 |             |
| 2013     | 13"81 | Rieti            | 15-6-2013 |             |
| 2012     | 13"91 | Misano Adriatico | 16-6-2012 |             |
| 2011     | 13"76 | Bressanone       | 18-6-2011 |             |
| 2010     | 14"47 | Castelnovo Monti | 4-7-2010  |             |
| 2009     | 14"18 | Abano Terme      | 20-6-2009 |             |
| 2008     | 14"79 | Roma             | 28-6-2008 |             |
| 2007     | 14"60 | Nova Milanese    | 2-6-2007  |             |

## Palmarès
| Anno | Manifestazione          | Sede       | Evento    | Risultato  | Prestazione | Note                                     |
| ---- | ----------------------- | ---------- | --------- | ---------- | ----------- | ---------------------------------------- |
| 2013 | Europei U23             | Tampere    | 110 m hs  | Batteria   | 14"05       | [ 1 ]                                    |
| 2014 | Mediterraneo U23        | Aubagne    | 110 m hs  | 4º         | 13"88       | [ 2 ]                                    |
| 2014 | Europei                 | Zurigo     | 110 m hs  | Batteria   | 13"55       | [ 3 ]                                    |
| 2015 | Europei indoor          | Praga      | 60 m hs   | Batteria   | 7"75        | [ 4 ]                                    |
| 2016 | Europei                 | Amsterdam  | 110 m hs  | Semifinale | 13"52       | Miglior prestazione personale            |
| 2017 | Europei indoor          | Belgrado   | 60 m hs   | Batteria   | 7"78        |                                          |
| 2018 | Mondiali indoor         | Birmingham | 60 m hs   | Batteria   | 7"81        |                                          |
| 2018 | Giochi del Mediterraneo | Tarragona  | 110 m hs  | 6º         | 13"89       |                                          |
| 2018 | Europei                 | Berlino    | 110 m hs  | Semifinale | 13"52       |                                          |
| 2019 | Giochi europei          | Minsk      | 110 m hs  | Oro        | 13"60       |                                          |
| 2019 | Mondiali                | Doha       | 110 m hs  | Semifinale | 13"52       |                                          |
| 2021 | Europei indoor          | Toruń      | 60 m hs   | Semifinale | 7"75        | Miglior prestazione personale stagionale |
| 2021 | Giochi olimpici         | Tokyo      | 110 m hs  | Batteria   | 13"70       |                                          |
| 2022 | Mondiali indoor         | Belgrado   | 60 m hs   | Semifinale | 7"65        | Miglior prestazione personale            |
| 2022 | Europei                 | Monaco     | 110 m hs  | Semifinale | 13"56       |                                          |
| 2023 | Europei indoor          | Istanbul   | 60 m hs   | Semifinale | 7"71        | Miglior prestazione personale stagionale |
| 2023 | Giochi europei          | Chorzów    | A squadre | Oro        | 426,5 p.    | [ 5 ]                                    |
| 2023 | Mondiali                | Budapest   | 100 m hs  | Semifinale | 13"50       |                                          |
| 2024 | Europei                 | Roma       | 110 m hs  | Semifinale | 13"70       |                                          |
| 2025 | Europei indoor          | Apeldoorn  | 60 m hs   | Batteria   | 7"80        | Miglior prestazione personale stagionale |

## Campionati nazionali
- 4 volte campione nazionale assoluto dei 110 m hs (2014, 2015, 2016, 2022)
- 4 volte campione nazionale assoluto indoor dei 60 m hs (2013, 2015, 2017, 2018)
- 1 volta campione nazionale promesse dei 110 m hs (2013)
- 1 volta campione nazionale promesse della staffetta 4×100 m (2012)
- 1 volta campione nazionale promesse indoor dei 60 m hs (2014)
- 1 volta campione nazionale juniores dei 110 m hs (2011)
- 1 volta campione nazionale allievi della staffetta 4×100 m (2009)

2007
- 4º ai Campionati italiani cadetti e cadette (Ravenna), 300 m hs - 42"11 (Finale 2)[6]

2008
- 1º ai Campionati italiani allievi e allieve (Rieti), 110 m hs - 14"86 (Finale 2)[7]

2009
- Bronzo ai Campionati italiani allievi-juniores-promesse indoor (Ancona), 60 m hs - 8"24[8]
- Bronzo ai Campionati italiani allievi-juniores-promesse indoor (Ancona), 4x200 m - 1'34”59[9]
- Argento ai Campionati italiani allievi e allieve (Grosseto), 110 m hs - 14"44[10]
- Oro ai Campionati italiani allievi e allieve (Grosseto), 4x100 m - 43”22[11]

2010
- 6º ai Campionati italiani allievi-juniores-promesse indoor (Ancona), 60 m hs - 8"30[12]
- Argento ai Campionati italiani allievi-juniores-promesse indoor (Ancona), 4x200 m - 1'31”38[13]
- Bronzo ai Campionati italiani juniores e promesse (Pescara), 110 m hs - 14"55[14]
- 6º ai Campionati italiani juniores e promesse (Pescara), 4x100 m - 43”34[15]

2011
- Argento ai Campionati italiani allievi-juniores-promesse indoor (Ancona), 60 m hs - 8"03[16]
- Argento ai Campionati italiani allievi-juniores-promesse indoor (Ancona), 4x200 m - 1'32”20[17]
- Oro ai Campionati italiani juniores e promesse (Bressanone), 110 m hs - 13"77[18]
- In finale ai Campionati italiani juniores e promesse (Bressanone), 4x100 m - r[19]
- 7º ai Campionati italiani assoluti (Torino), 110 m hs - 14"40[20]

2012
- 8º ai Campionati italiani assoluti e promesse indoor (Ancona), 60 m hs - 8"17 (assoluti)[21]
- Bronzo ai Campionati italiani assoluti e promesse indoor (Ancona), 60 m hs - 8"17 (promesse)[22]
- Argento ai Campionati italiani juniores e promesse (Misano Adriatico), 110 m hs - 14"01[23]
- Oro ai Campionati italiani juniores e promesse (Misano Adriatico), 4x100 m - 41”64[24]
- 4º ai Campionati italiani assoluti (Bressanone), 110 m hs - 14"12[25]

2013
- 5º ai Campionati italiani assoluti e promesse indoord (Ancona), 60 m hs - 8"03 (assoluti)[26]
- Oro ai Campionati italiani assoluti e promesse indoor (Ancona), 60 m hs - 8"03 (promesse)[27]
- Oro ai Campionati italiani juniores e promesse (Rieti), 110 m hs - 13"81[28]
- Oro ai Campionati italiani assoluti (Milano), 110 m hs - 13"93[29]

2014
- Oro ai Campionati italiani juniores e promesse indoor (Ancona), 60 m hs - 7"87[30]
- Argento ai Campionati italiani assoluti indoor (Ancona), 60 m hs - 7"88[31]
- Argento ai Campionati italiani juniores e promesse (Torino), 110 m hs - 13"78[32]
- Oro ai Campionati italiani assoluti (Rovereto), 110 m hs - 13"60[33]

2015
- Oro ai Campionati italiani assoluti indoor (Padova), 60 m hs - 7"80[34]
- Oro ai Campionati italiani assoluti (Torino), 110 m hs - 13"59[35]

2016
- 4º ai Campionati italiani assoluti indoor (Ancona), 60 m hs - 7"91[36]
- Oro ai campionati italiani assoluti (Rieti), 110 m hs - 13"62

2017
- Oro ai campionati italiani assoluti indoor (Ancona), 60 m hs - 7"73
- Argento ai campionati italiani assoluti (Trieste), 110 m hs - 13"81

2018
- Oro ai campionati italiani assoluti indoor (Ancona), 60 m hs - 7"66
- Argento ai campionati italiani assoluti (Pescara), 110 m hs - 13"69

2020
- Argento ai campionati italiani assoluti (Padova), 110 m hs - 13"86

2021
- Argento ai campionati italiani assoluti indoor (Ancona), 60 m hs - 7"80
- Argento ai campionati italiani assoluti (Rovereto), 110 m hs - 13"42

2022
- Argento ai campionati italiani assoluti indoor (Ancona), 60 m hs - 7"66
- Oro ai campionati italiani assoluti (Rieti), 110 m hs - 13"45

2023
- Argento ai campionati italiani assoluti indoor (Ancona), 60 m hs - 7"72
- Argento ai campionati italiani assoluti (Molfetta), 110 m hs - 13"64

2024
- 4º ai campionati italiani assoluti indoor, 60 m hs - 7"82
- Argento ai campionati italiani assoluti (La Spezia), 110 m hs - 13"62

2025
- Argento ai campionati italiani assoluti indoor, 60 m hs - 7"82

## Altre competizioni internazionali
2013
- 6º al DécaNation ( Valence), 110 m hs - 14"14[37]

2014
- 9º agli Europei a squadre ( Braunschweig), 110 m hs - 13"97[38]

2015
- 5º agli Europei a squadre ( Čeboksary), 110 m hs - 13"78[39]
- 4º al DécaNation ( Parigi), 110 m hs - 13"86[4]
- 8º al Golden Gala ( Roma), 110 m hs - 13"80

2019
- 5º al Weltklasse Zürich ( Zurigo), 110 m hs - 13"90

2023
- Campionati europei a squadre di atletica leggera ( Chorzów)
- Bronzo ai Campionati europei a squadre di atletica leggera ( Chorzów), 100 m hs - 13"47